# Tolla (Corsica)
Tolla (Corsicaans: Todda) is een gemeente in het Franse departement Corse-du-Sud (regio Corsica) en telt 98 inwoners (1999). De oppervlakte bedraagt 25,45 km², de bevolkingsdichtheid is 3 inwoners per km².

## Geografie

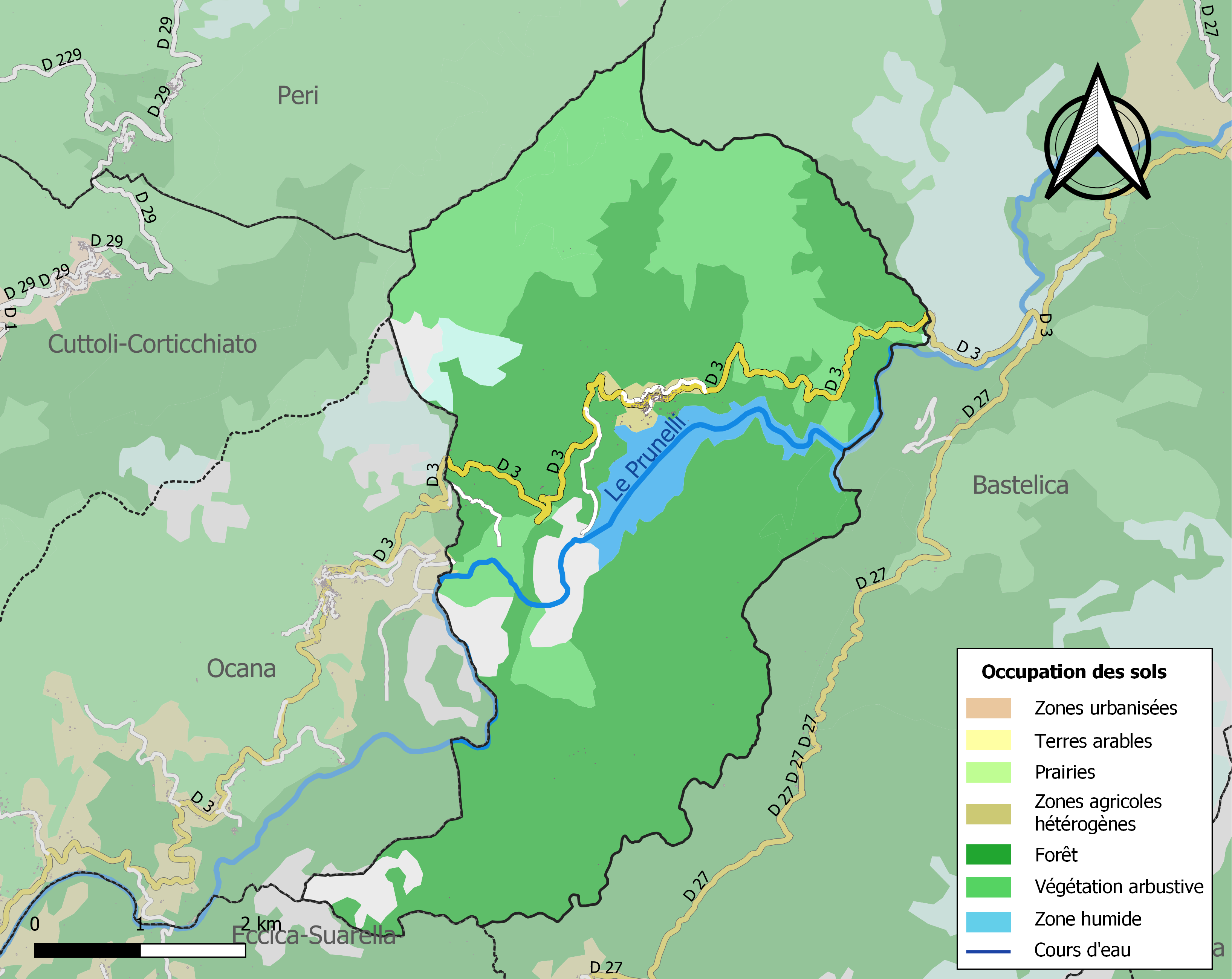
Kaart van de gemeente met de belangrijkste infrastructuur, bodemgebruik en omliggende gemeenten

## Demografie
Onderstaande figuur toont het verloop van het inwonertal (bron: INSEE-tellingen).

Vanwege een beveiligingsprobleem met de MediaWiki Graph-software is het momenteel niet mogelijk deze grafiek weer te geven. Zodra de software is bijgewerkt zal de grafiek vanzelf weer zichtbaar worden.